# びわ湖こどもの国
びわ湖こどもの国（びわここどものくに）は、滋賀県高島市にある県立の児童厚生施設である。指定管理者として社会福祉法人友愛が管理・運営を行っている。

## 概要
琵琶湖の湖畔に位置し、屋外には大型遊具があり、屋内には宿泊等も可能な施設となっている。

## 施設
- 虹の家
- 大型遊具
- 冒険ゾーン(アスレチック)
- サイクリング自転車 / 変わり種自転車

## 所在地
- 高島市安曇川町北船木2981

## 交通アクセス
- JR「安曇川駅」からタクシーで約10分。